# Юхименко Ганна Якимівна
Юхименко Ганна Якимівна (нар. 21.04.1921, с. Котельва Котелевського району Полтавської області - пом. 20.01.1997, м. Чернівці) — бібліотекар, завідувач відділу комплектування та обробки літератури Чернівецької обласної універсальної наукової бібліотеки ім. Михайла Івасюка (1944—1997). Член Чернівецького обкому профспілки працівників культури. Заслужений працівник культури УРСР (1978).

## Біографія
Народилася в с. Котельва Котелевського району Полтавської області. Закінчила Харківський педагогічний інститут. Навчалася в інституті і одночасно працювала в бібліотеці № 10 м. Харкова. У 1944 р.. після закінчення інституту, направлена на роботу в Чернівецьку обласну бібліотеку для дорослих. З липня 1947 р. — завідувач відділу комплектування та обробки літератури.